# كولن ماكينيس
كولن ماكينيس (بالإنجليزية: Colin MacInnes)‏ (20 أغسطس 1914، لندن في المملكة المتحدة - 22 أبريل 1976)؛ كاتب وروائي بريطاني.

## روابط خارجية
- كولن ماكينيس على موقع إن إن دي بي (الإنجليزية)